# Mùa giải quần vợt năm 2007 của Roger Federer
Roger Federer lọt vào trận chung kết của cả bốn giải Grand Slam trong năm 2007, vô địch ba trong số đó. Anh đánh bại Fernando González, 7–6(2), 6–4, 6–4, tại Giải quần vợt Úc Mở rộng, Rafael Nadal, 7–6(7), 4–6, 7–6(3), 2–6, 6–2, tại Wimbledon, và Novak Djokovic, 7–6(4), 7–6(2), 6–4, tại Giải quần vợt Mỹ Mở rộng. Tuy nhiên, Federer thua trong trận chung kết Giải quần vợt Pháp Mở rộng 2007 trước Nadal, 3–6, 6–4, 3–6, 4–6. Cũng trong mùa giải này, Federer lọt vào năm trận chung kết ATP Masters Series 1000, nhưng chỉ vô địch hai trong số đó, ở Hamburg và Cincinnati. Ngoài ra, Federer còn vô địch 1 giải ATP 500 ở Dubai. Anh kết thúc năm với chức vô địch Tennis Masters Cup thứ tư trong sự nghiệp. Năm 2011, Stephen Tignor, trưởng ban biên tập của Tennis.com, đã xếp mùa giải 2007 của Federer đứng thứ sáu trong danh sách những mùa giải hay nhất trong Kỷ nguyên Mở.

## Các trận đấu

### Grand Slam
| Giải đấu                   | Vòng | Kết quả    | Đối thủ               | Tỷ số                         |
| -------------------------- | ---- | ---------- | --------------------- | ----------------------------- |
| Giải quần vợt Úc Mở rộng   | V1   | Thắng      | Björn Phau            | 7–5, 6–0, 6–4                 |
| Giải quần vợt Úc Mở rộng   | V2   | Thắng      | Jonas Björkman        | 6–2, 6–3, 6–2                 |
| Giải quần vợt Úc Mở rộng   | V3   | Thắng      | Mikhail Youzhny       | 6–3, 6–3, 7–6(5)              |
| Giải quần vợt Úc Mở rộng   | V4   | Thắng      | Novak Djokovic        | 6–2, 7–5, 6–3                 |
| Giải quần vợt Úc Mở rộng   | TK   | Thắng      | Tommy Robredo         | 6–3, 7–6(2), 7–5              |
| Giải quần vợt Úc Mở rộng   | BK   | Thắng      | Andy Roddick          | 6–4, 6–0, 6–2                 |
| Giải quần vợt Úc Mở rộng   | CK   | Thắng (10) | Fernando González     | 7–6(2), 6–4, 6–4              |
| Giải quần vợt Pháp Mở rộng | V1   | Thắng      | Michael Russell       | 6–4, 6–2, 6–4                 |
| Giải quần vợt Pháp Mở rộng | V2   | Thắng      | Thierry Ascione       | 6–1, 6–2, 7–6(8)              |
| Giải quần vợt Pháp Mở rộng | V3   | Thắng      | Potito Starace        | 6–2, 6–3, 6–0                 |
| Giải quần vợt Pháp Mở rộng | V4   | Thắng      | Mikhail Youzhny       | 7–6(3), 6–4, 6–4              |
| Giải quần vợt Pháp Mở rộng | TK   | Thắng      | Tommy Robredo         | 7–5, 1–6, 6–1, 6–2            |
| Giải quần vợt Pháp Mở rộng | BK   | Thắng      | Nikolay Davydenko     | 7–5, 7–6(5), 7–6(7)           |
| Giải quần vợt Pháp Mở rộng | CK   | Thua       | Rafael Nadal          | 3–6, 6–4, 3–6, 4–6            |
| Wimbledon                  | V1   | Thắng      | Teymuraz Gabashvili   | 6–3, 6–2, 6–4                 |
| Wimbledon                  | V2   | Thắng      | Juan Martín del Potro | 6–2, 7–5, 6–1                 |
| Wimbledon                  | V3   | Thắng      | Marat Safin           | 6–1, 6–4, 7–6(4)              |
| Wimbledon                  | V4   | Thắng      | Tommy Haas            | Bỏ cuộc trước trận đấu        |
| Wimbledon                  | TK   | Thắng      | Juan Carlos Ferrero   | 7–6(2), 3–6, 6–1, 6–3         |
| Wimbledon                  | BK   | Thắng      | Richard Gasquet       | 7–5, 6–3, 6–4                 |
| Wimbledon                  | CK   | Thắng (11) | Rafael Nadal          | 7–6(7), 4–6, 7–6(3), 2–6, 6–2 |
| Giải quần vợt Mỹ Mở rộng   | V1   | Thắng      | Scoville Jenkins      | 6–3, 6–2, 6–4                 |
| Giải quần vợt Mỹ Mở rộng   | V2   | Thắng      | Paul Capdeville       | 6–1, 6–4, 6–4                 |
| Giải quần vợt Mỹ Mở rộng   | V3   | Thắng      | John Isner            | 6–7(4), 6–2, 6–4, 6–2         |
| Giải quần vợt Mỹ Mở rộng   | V4   | Thắng      | Feliciano López       | 3–6, 6–4, 6–1, 6–4            |
| Giải quần vợt Mỹ Mở rộng   | TK   | Thắng      | Andy Roddick          | 7–6(5), 7–6(4), 6–2           |
| Giải quần vợt Mỹ Mở rộng   | BK   | Thắng      | Nikolay Davydenko     | 7–5, 6–1, 7–5                 |
| Giải quần vợt Mỹ Mở rộng   | CK   | Thắng (12) | Novak Djokovic        | 7–6(4), 7–6(2), 6–4           |

### Tất cả các trận đấu
| Trận | Giải đấu                 | Ngày bắt đầu | Thể loại | Điều kiện  | Mặt sân | Vòng      | Đối thủ                   | Xếp hạng | Kết quả | Tỷ số                         |
| 609  | Giải quần vợt Úc Mở rộng | 15/1         | GS       | Ngoài trời | Cứng    | V128      | Björn Phau                | #82      | T       | 7–5, 6–0, 6–4                 |
| 610  | Giải quần vợt Úc Mở rộng | 15/1         | GS       | Ngoài trời | Cứng    | V64       | Jonas Björkman            | #50      | T       | 6–2, 6–3, 6–2                 |
| 611  | Giải quần vợt Úc Mở rộng | 15/1         | GS       | Ngoài trời | Cứng    | V32       | Mikhail Youzhny           | #25      | T       | 6–3, 6–3, 7–6(5)              |
| 612  | Giải quần vợt Úc Mở rộng | 15/1         | GS       | Ngoài trời | Cứng    | V16       | Novak Djokovic            | #15      | T       | 6–2, 7–5, 6–3                 |
| 613  | Giải quần vợt Úc Mở rộng | 15/1         | GS       | Ngoài trời | Cứng    | TK        | Tommy Robredo             | #6       | T       | 6–3, 7–6(2), 7–5              |
| 614  | Giải quần vợt Úc Mở rộng | 15/1         | GS       | Ngoài trời | Cứng    | BK        | Andy Roddick              | #7       | T       | 6–4, 6–0, 6–2                 |
| 615  | Giải quần vợt Úc Mở rộng | 15/1         | GS       | Ngoài trời | Cứng    | Thắng (1) | Fernando González         | #9       | T       | 7–6(2), 6–4, 6–4              |
| 616  | Dubai                    | 26/2         | 500      | Ngoài trời | Cứng    | V32       | Kristian Pless            | #86      | T       | 7–6(2), 3–6, 6–3              |
| 617  | Dubai                    | 26/2         | 500      | Ngoài trời | Cứng    | V16       | Daniele Bracciali         | #88      | T       | 7–5, 6–3                      |
| 618  | Dubai                    | 26/2         | 500      | Ngoài trời | Cứng    | TK        | Novak Djokovic (2)        | #14      | T       | 6–3, 6–7(6), 6–3              |
| 619  | Dubai                    | 26/2         | 500      | Ngoài trời | Cứng    | BK        | Tommy Haas                | #9       | T       | 6–4, 7–5                      |
| 620  | Dubai                    | 26/2         | 500      | Ngoài trời | Cứng    | Thắng (2) | Mikhail Youzhny (2)       | #18      | T       | 6–4, 6–3                      |
| –    | Indian Wells Masters     | 5/3          | 1000     | Ngoài trời | Cứng    | V128      | Miễn                      | N/A      |         |                               |
| 621  | Indian Wells Masters     | 5/3          | 1000     | Ngoài trời | Cứng    | V64       | Guillermo Cañas           | #60      | B       | 5–7, 2–6                      |
| –    | Miami Masters            | 19/3         | 1000     | Ngoài trời | Cứng    | V128      | Miễn                      | N/A      |         |                               |
| 622  | Miami Masters            | 19/3         | 1000     | Ngoài trời | Cứng    | V64       | Sam Querrey               | #69      | T       | 6–4, 6–3                      |
| 623  | Miami Masters            | 19/3         | 1000     | Ngoài trời | Cứng    | V32       | Nicolás Almagro           | #34      | T       | 7–5, 6–3                      |
| 624  | Miami Masters            | 19/3         | 1000     | Ngoài trời | Cứng    | V16       | Guillermo Cañas (2)       | #55      | B       | 6–7(2), 6–2, 6–7(5)           |
| –    | Monte Carlo Masters      | 15/4         | 1000     | Ngoài trời | Đất nện | V64       | Miễn                      | N/A      |         |                               |
| 625  | Monte Carlo Masters      | 15/4         | 1000     | Ngoài trời | Đất nện | V32       | Andreas Seppi             | #101     | T       | 7–6(4), 7–6(6)                |
| 626  | Monte Carlo Masters      | 15/4         | 1000     | Ngoài trời | Đất nện | V16       | Lee Hyung-taik            | #49      | T       | 6–4, 6–3                      |
| 627  | Monte Carlo Masters      | 15/4         | 1000     | Ngoài trời | Đất nện | TK        | David Ferrer              | #16      | T       | 6–4, 6–0                      |
| 628  | Monte Carlo Masters      | 15/4         | 1000     | Ngoài trời | Đất nện | BK        | Juan Carlos Ferrero       | #21      | T       | 6–3, 6–4                      |
| 629  | Monte Carlo Masters      | 15/4         | 1000     | Ngoài trời | Đất nện | CK        | Rafael Nadal              | #2       | B       | 4–6, 4–6                      |
| –    | Rome Masters             | 7/5          | 1000     | Ngoài trời | Đất nện | V64       | Miễn                      | N/A      |         |                               |
| 630  | Rome Masters             | 7/5          | 1000     | Ngoài trời | Đất nện | V32       | Nicolás Almagro (2)       | #40      | T       | 6–3, 6–4                      |
| 631  | Rome Masters             | 7/5          | 1000     | Ngoài trời | Đất nện | V16       | Filippo Volandri          | #53      | B       | 2–6, 4–6                      |
| –    | Hamburg Masters          | 14/5         | 1000     | Ngoài trời | Đất nện | V64       | Miễn                      | N/A      |         |                               |
| 632  | Hamburg Masters          | 14/5         | 1000     | Ngoài trời | Đất nện | V32       | Juan Mónaco               | #48      | T       | 6–3, 2–6, 6–4                 |
| 633  | Hamburg Masters          | 14/5         | 1000     | Ngoài trời | Đất nện | V16       | Juan Carlos Ferrero (2)   | #19      | T       | 6–2, 6–3                      |
| 634  | Hamburg Masters          | 14/5         | 1000     | Ngoài trời | Đất nện | TK        | David Ferrer (2)          | #14      | T       | 6–3, 4–6, 6–3                 |
| 635  | Hamburg Masters          | 14/5         | 1000     | Ngoài trời | Đất nện | BK        | Carlos Moyá               | #36      | T       | 4–6, 6–4, 6–2                 |
| 636  | Hamburg Masters          | 14/5         | 1000     | Ngoài trời | Đất nện | Thắng (3) | Rafael Nadal (2)          | #2       | T       | 2–6, 6–2, 6–0                 |
| 637  | Roland Garros            | 28/5         | GS       | Ngoài trời | Đất nện | V128      | Michael Russell           | #68      | T       | 6–4, 6–2, 6–4                 |
| 638  | Roland Garros            | 28/5         | GS       | Ngoài trời | Đất nện | V64       | Thierry Ascione           | #168     | T       | 6–1, 6–2, 7–6(8)              |
| 639  | Roland Garros            | 28/5         | GS       | Ngoài trời | Đất nện | V32       | Potito Starace            | #57      | T       | 6–2, 6–3, 6–0                 |
| 640  | Roland Garros            | 28/5         | GS       | Ngoài trời | Đất nện | V16       | Mikhail Youzhny (3)       | #15      | T       | 7–6(3), 6–4, 6–4              |
| 641  | Roland Garros            | 28/5         | GS       | Ngoài trời | Đất nện | TK        | Tommy Robredo             | #9       | T       | 7–5, 1–6, 6–1, 6–2            |
| 642  | Roland Garros            | 28/5         | GS       | Ngoài trời | Đất nện | BK        | Nikolay Davydenko         | #4       | T       | 7–5, 7–6(5), 7–6(7)           |
| 643  | Roland Garros            | 28/5         | GS       | Ngoài trời | Đất nện | CK        | Rafael Nadal (3)          | #2       | B       | 3–6, 6–4, 3–6, 4–6            |
| 644  | Wimbledon                | 25/6         | GS       | Ngoài trời | Cỏ      | V128      | Teymuraz Gabashvili       | #86      | T       | 6–3, 6–2, 6–4                 |
| 645  | Wimbledon                | 25/6         | GS       | Ngoài trời | Cỏ      | V64       | Juan Martín del Potro     | #56      | T       | 6–2, 7–5, 6–1                 |
| 646  | Wimbledon                | 25/6         | GS       | Ngoài trời | Cỏ      | V32       | Marat Safin               | #24      | T       | 6–1, 6–4, 7–6(4)              |
| –    | Wimbledon                | 25/6         | GS       | Ngoài trời | Cỏ      | V16       | Tommy Haas                | #10      | W/O     | N/A                           |
| 647  | Wimbledon                | 25/6         | GS       | Ngoài trời | Cỏ      | TK        | Juan Carlos Ferrero (3)   | #18      | T       | 7–6(2), 3–6, 6–1, 6–3         |
| 648  | Wimbledon                | 25/6         | GS       | Ngoài trời | Cỏ      | BK        | Richard Gasquet           | #14      | T       | 7–5, 6–3, 6–4                 |
| 649  | Wimbledon                | 25/6         | GS       | Ngoài trời | Cỏ      | Thắng (4) | Rafael Nadal (4)          | #2       | T       | 7–6(7), 4–6, 7–6(3), 2–6, 6–2 |
| –    | Canada Masters           | 5/8          | 1000     | Ngoài trời | Cứng    | V64       | Miễn                      | N/A      |         |                               |
| 650  | Canada Masters           | 5/8          | 1000     | Ngoài trời | Cứng    | V32       | Ivo Karlović              | #34      | T       | 7–6(2), 7–6(3)                |
| 651  | Canada Masters           | 5/8          | 1000     | Ngoài trời | Cứng    | V16       | Fabio Fognini             | #139     | T       | 6–1, 6–1                      |
| 652  | Canada Masters           | 5/8          | 1000     | Ngoài trời | Cứng    | TK        | Lleyton Hewitt            | #21      | T       | 6–3, 6–4                      |
| 653  | Canada Masters           | 5/8          | 1000     | Ngoài trời | Cứng    | BK        | Radek Štěpánek            | #60      | T       | 7–6(6), 6–2                   |
| 654  | Canada Masters           | 5/8          | 1000     | Ngoài trời | Cứng    | CK        | Novak Djokovic (3)        | #4       | B       | 6–7(2), 6–2, 6–7(2)           |
| –    | Cincinnati Masters       | 13/8         | 1000     | Ngoài trời | Cứng    | V64       | Miễn                      | N/A      |         |                               |
| 655  | Cincinnati Masters       | 13/8         | 1000     | Ngoài trời | Cứng    | V32       | Julien Benneteau          | #68      | T       | 6–3, 6–3                      |
| 656  | Cincinnati Masters       | 13/8         | 1000     | Ngoài trời | Cứng    | V16       | Marcos Baghdatis          | #18      | T       | 7–6(5), 7–5                   |
| 657  | Cincinnati Masters       | 13/8         | 1000     | Ngoài trời | Cứng    | TK        | Nicolás Almagro (3)       | #32      | T       | 6–3, 3–6, 6–2                 |
| 658  | Cincinnati Masters       | 13/8         | 1000     | Ngoài trời | Cứng    | BK        | Lleyton Hewitt (2)        | #20      | T       | 6–3, 6–7(7), 7–6(1)           |
| 659  | Cincinnati Masters       | 13/8         | 1000     | Ngoài trời | Cứng    | Thắng (5) | James Blake               | #8       | T       | 6–1, 6–4                      |
| 660  | Giải quần vợt Mỹ Mở rộng | 27/8         | GS       | Ngoài trời | Cứng    | V128      | Scoville Jenkins          | #319     | T       | 6–3, 6–2, 6–4                 |
| 661  | Giải quần vợt Mỹ Mở rộng | 27/8         | GS       | Ngoài trời | Cứng    | V64       | Paul Capdeville           | #120     | T       | 6–1, 6–4, 6–4                 |
| 662  | Giải quần vợt Mỹ Mở rộng | 27/8         | GS       | Ngoài trời | Cứng    | V32       | John Isner                | #184     | T       | 6–7(4), 6–2, 6–4, 6–2         |
| 663  | Giải quần vợt Mỹ Mở rộng | 27/8         | GS       | Ngoài trời | Cứng    | V16       | Feliciano López           | #60      | T       | 3–6, 6–4, 6–1, 6–4            |
| 664  | Giải quần vợt Mỹ Mở rộng | 27/8         | GS       | Ngoài trời | Cứng    | TK        | Andy Roddick (2)          | #5       | T       | 7–6(5), 7–6(4), 6–2           |
| 665  | Giải quần vợt Mỹ Mở rộng | 27/8         | GS       | Ngoài trời | Cứng    | BK        | Nikolay Davydenko (2)     | #4       | T       | 7–5, 6–1, 7–5                 |
| 666  | Giải quần vợt Mỹ Mở rộng | 27/8         | GS       | Ngoài trời | Cứng    | Thắng (6) | Novak Djokovic (4)        | #3       | T       | 7–6(4), 7–6(2), 6–4           |
| 667  | CZE v. SUI Play-off NTG  | 21/9         | DC       | Trong nhà  | Thảm    | PO        | Radek Štěpánek (2)        | #34      | T       | 6–3, 6–2, 6–7(4), 7–6(5)      |
| 668  | CZE v. SUI Play-off NTG  | 21/9         | DC       | Trong nhà  | Thảm    | PO        | Tomáš Berdych             | #10      | T       | 7–6(5), 7–6(10), 6–3          |
| –    | Madrid Masters           | 15/10        | 1000     | Trong nhà  | Cứng    | V64       | Miễn                      | N/A      |         |                               |
| 669  | Madrid Masters           | 15/10        | 1000     | Trong nhà  | Cứng    | V32       | Robby Ginepri             | #72      | T       | 7–6(2), 6–4                   |
| 670  | Madrid Masters           | 15/10        | 1000     | Trong nhà  | Cứng    | V16       | Guillermo Cañas (3)       | #14      | T       | 6–0, 6–3                      |
| 671  | Madrid Masters           | 15/10        | 1000     | Trong nhà  | Cứng    | TK        | Feliciano López (2)       | #42      | T       | 7–6(4), 6–4                   |
| 672  | Madrid Masters           | 15/10        | 1000     | Trong nhà  | Cứng    | BK        | Nicolas Kiefer            | #112     | T       | 6–4, 6–4                      |
| 673  | Madrid Masters           | 15/10        | 1000     | Trong nhà  | Cứng    | CK        | David Nalbandian          | #25      | B       | 6–1, 3–6, 3–6                 |
| 674  | Basel                    | 22/10        | 250      | Trong nhà  | Cứng    | V32       | Michael Berrer            | #56      | T       | 6–1, 3–6, 6–3                 |
| 675  | Basel                    | 22/10        | 250      | Trong nhà  | Cứng    | V16       | Juan Martín del Potro (2) | #49      | T       | 6–1, 6–4                      |
| 676  | Basel                    | 22/10        | 250      | Trong nhà  | Cứng    | TK        | Nicolas Kiefer (2)        | #64      | T       | 6–3, 6–2                      |
| 677  | Basel                    | 22/10        | 250      | Trong nhà  | Cứng    | BK        | Ivo Karlović (2)          | #25      | T       | 7–6(6), 7–6(5)                |
| 678  | Basel                    | 22/10        | 250      | Trong nhà  | Cứng    | Thắng (7) | Jarkko Nieminen           | #29      | T       | 6–3, 6–4                      |
| –    | Paris Masters            | 28/10        | 1000     | Trong nhà  | Cứng    | V64       | Miễn                      | N/A      |         |                               |
| 679  | Paris Masters            | 28/10        | 1000     | Trong nhà  | Cứng    | V32       | Ivo Karlović (3)          | #24      | T       | 6–3, 4–6, 6–3                 |
| 680  | Paris Masters            | 28/10        | 1000     | Trong nhà  | Cứng    | V16       | David Nalbandian (2)      | #21      | B       | 4–6, 6–7(3)                   |
| 681  | Tennis Masters Cup       | 12/11        | WC       | Trong nhà  | Cứng    | VB        | Fernando González (2)     | #7       | B       | 6–3, 6–7(1), 5–7              |
| 682  | Tennis Masters Cup       | 12/11        | WC       | Trong nhà  | Cứng    | VB        | Nikolay Davydenko (3)     | #4       | T       | 6–4, 6–3                      |
| 683  | Tennis Masters Cup       | 12/11        | WC       | Trong nhà  | Cứng    | VB        | Andy Roddick (3)          | #5       | T       | 6–4, 6–2                      |
| 684  | Tennis Masters Cup       | 12/11        | WC       | Trong nhà  | Cứng    | BK        | Rafael Nadal (5)          | #2       | T       | 6–4, 6–1                      |
| 685  | Tennis Masters Cup       | 12/11        | WC       | Trong nhà  | Cứng    | Thắng (8) | David Ferrer (3)          | #6       | T       | 6–2, 6–3, 6–2                 |

## Các thành tích trong năm

### Các trận chung kết

#### Đơn: 12 (8–4)
| Thể loại                          |
| --------------------------------- |
| Grand Slam (3–1)                  |
| ATP World Tour Finals (1–0)       |
| ATP World Tour Masters 1000 (2–3) |
| ATP World Tour 500 (1–0)          |
| ATP World Tour 250 (1–0)          |

| Danh hiệu theo mặt sân |
| ---------------------- |
| Cứng (6–2)             |
| Đất nện (1–2)          |
| Cỏ (1–0)               |

| Danh hiệu theo điều kiện |
| ------------------------ |
| Ngoài trời (6–3)         |
| Trong nhà (2–1)          |

| Kết quả | Số  | Ngày                 | Giải đấu                                                             | Mặt sân          | Đối thủ           | Tỷ số                             |
| ------- | --- | -------------------- | -------------------------------------------------------------------- | ---------------- | ----------------- | --------------------------------- |
| Vô địch | 46. | 28 tháng 1 năm 2007  | Úc Mở rộng, Úc (3)                                                   | Cứng             | Fernando González | 7–6(7–2), 6–4, 6–4                |
| Vô địch | 47. | 7 tháng 3 năm 2007   | Dubai Tennis Championships, Các Tiểu vương quốc Ả Rập Thống nhất (4) | Cứng             | Mikhail Youzhny   | 6–4, 6–3                          |
| Á quân  | 14. | 22 tháng 4 năm 2007  | Monte-Carlo Masters, Pháp (2)                                        | Đất nện          | Rafael Nadal      | 4–6, 4–6                          |
| Vô địch | 48. | 20 tháng 5 năm 2007  | Hamburg Masters, Đức (4)                                             | Đất nện          | Rafael Nadal      | 2–6, 6–2, 6–0                     |
| Á quân  | 15. | 10 tháng 6 năm 2007  | Pháp Mở rộng, Pháp (2)                                               | Đất nện          | Rafael Nadal      | 3–6, 6–4, 3–6, 4–6                |
| Vô địch | 49. | 8 tháng 7 năm 2007   | Wimbledon, Vương quốc Liên hiệp Anh và Bắc Ireland (5)               | Cỏ               | Rafael Nadal      | 7–6(9–7), 4–6, 7–6(7–3), 2–6, 6–2 |
| Á quân  | 16. | 12 tháng 8 năm 2007  | Canada Open, Canada                                                  | Cứng             | Novak Djokovic    | 6–7(2–7), 6–2, 6–7(2–7)           |
| Vô địch | 50. | 19 tháng 8 năm 2007  | Cincinnati Masters, Hoa Kỳ (2)                                       | Cứng             | James Blake       | 6–1, 6–4                          |
| Vô địch | 51. | 9 tháng 9 năm 2007   | Mỹ Mở rộng, Hoa Kỳ (4)                                               | Cứng             | Novak Djokovic    | 7–6(7–4), 7–6(7–2), 6–4           |
| Á quân  | 17. | 21 tháng 10 năm 2007 | Madrid Open, Tây Ban Nha                                             | Cứng (trong nhà) | David Nalbandian  | 6–1, 3–6, 3–6                     |
| Vô địch | 52. | 28 tháng 10 năm 2007 | Swiss Indoors, Thụy Sĩ (2)                                           | Cứng (trong nhà) | Jarkko Nieminen   | 6–3, 6–4                          |
| Vô địch | 53. | 18 tháng 11 năm 2007 | Tennis Masters Cup, Trung Quốc (4)                                   | Cứng (trong nhà) | David Ferrer      | 6–2, 6–3, 6–2                     |

## Tiền thưởng
| Giải đấu                                   | Tiền thưởng | Tiền thưởng |
| ------------------------------------------ | ----------- | ----------- |
| Giải quần vợt Úc Mở rộng                   | $1,004,560  | $1,004,560  |
| Dubai Duty Free Tennis Championships       | $300,000    | $1,304,560  |
| Dubai Duty Free Tennis Championships (đôi) | $6,510      | $1,311,070  |
| Pacific Life Open                          | $9,000      | $1,320,070  |
| Pacific Life Open (đôi)                    | $5,300      | $1,325,370  |
| Sony Ericsson Open                         | $35,000     | $1,360,370  |
| Monte Carlo Masters                        | $200,000    | $1,560,370  |
| Internazionali BNL d'Italia                | $25,000     | $1,585,370  |
| Internazionali BNL d'Italia (đôi)          | $1,750      | $1,587,120  |
| Hamburg Masters                            | $400,000    | $1,987,120  |
| Hamburg Masters (đôi)                      | $1,750      | $1,988,870  |
| Giải quần vợt Pháp Mở rộng                 | $671,775    | $2,660,645  |
| Giải quần vợt Wimbledon                    | $1,399,175  | $4,059,820  |
| Rogers Cup                                 | $200,000    | $4,259,820  |
| Rogers Cup (đôi)                           | $3,800      | $4,263,620  |
| Western & Southern Financial Group Masters | $400,000    | $4,663,620  |
| Giải quần vợt Mỹ Mở rộng                   | $2,400,000  | $7,063,620  |
| Mutua Madrilena Masters Madrid             | $200,000    | $7,263,620  |
| Davidoff Swiss Indoors                     | $142,000    | $7,405,620  |
| BNP Paribas Masters                        | $25,000     | $7,430,620  |
| Tennis Masters Cup                         | $1,200,000  | $8,630,620  |
|                                            |             | $10,130,620 |